# Schlacht am Whitestone Hill

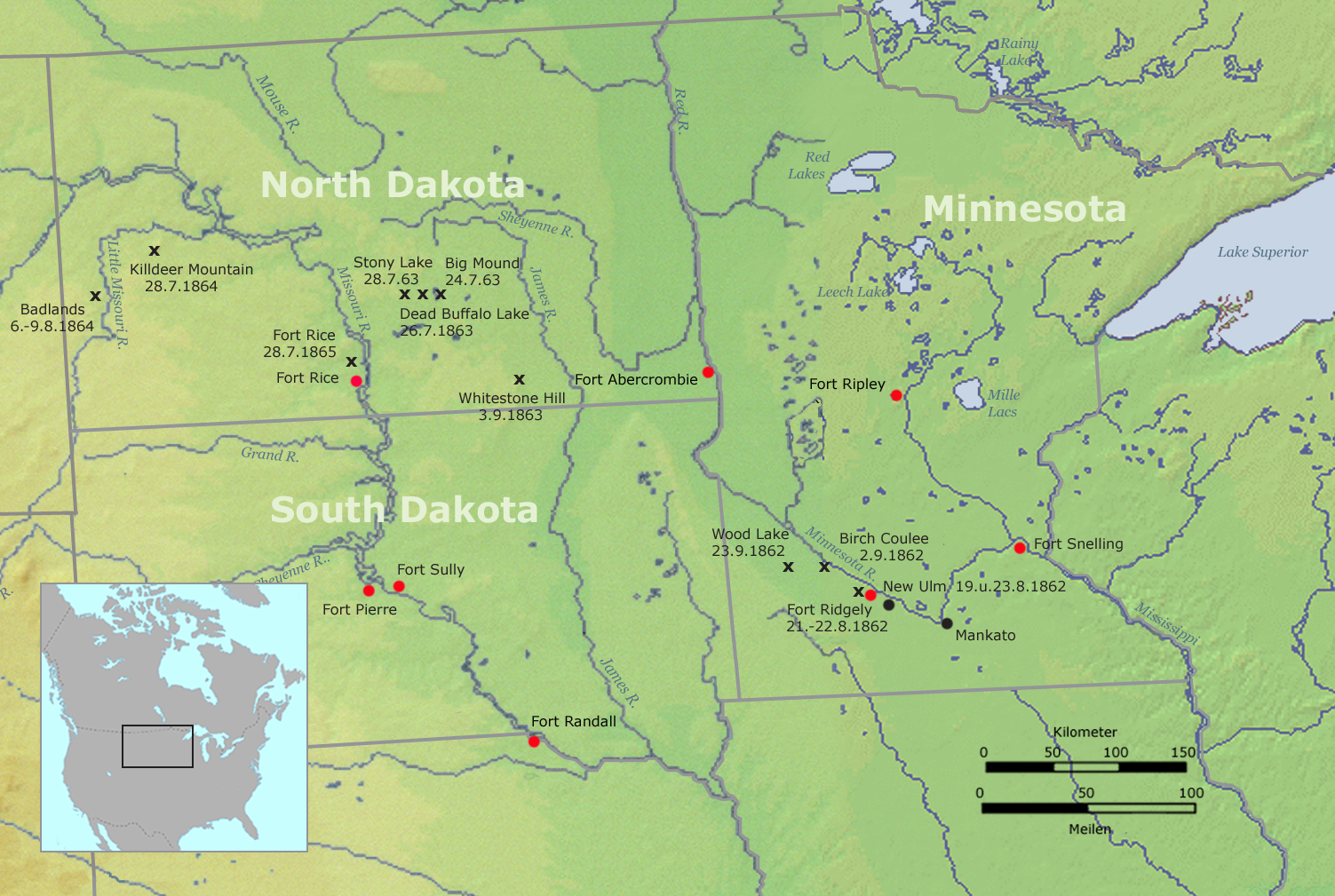
Schauplatz des Gefechts in North Dakota und andere militärische Konflikte zwischen der US-Armee und Indianern zwischen 1850 und 1865 in Minnesota und den nördlichen Plains.

Die Schlacht am Whitestone Hill war ein Gefecht zwischen der US-Armee und Sioux-Indianern, das am 3. September 1863 im Dakota-Territorium in den Vereinigten Staaten stattfand und mit einem Sieg der Amerikaner endete. Brigadegeneral Alfred Sully griff ein Lager der Yanktonai an, in dem sich auch einige Dakota und Lakota befanden. In dem Gefecht starben etwa 150 Indianer, Männer, Frauen und Kinder und 78 US-Soldaten. Außerdem wurden die Tipis und lebenswichtige Wintervorräte der Indianer vernichtet.

## Geschichtlicher Hintergrund
In Mendota wurde am 5. April 1851 der Vertrag von Mendota unterzeichnet, in dem die Dakota der Regierung der Vereinigten Staaten einen Großteil ihres Stammesgebiets überließen und sich verpflichteten, in ein Reservat zu ziehen. Als Gegenleistung sollten sie Geld und Lebensmittel erhalten. Der Amerikanische Bürgerkrieg (1861–1865) führte zu Zahlungsschwierigkeiten und löste eine Hungersnot bei den Dakota aus. Viele Krieger verließen deshalb das Reservat und beteiligten sich 1862 am Sioux-Aufstand in Minnesota, der vier Wochen später von amerikanischer Miliz unter Colonel Henry Sibley niedergeschlagen wurde. 38 Dakota-Krieger wurden für Mord und Vergewaltigung zum Tode verurteilt und am 26. Dezember 1862 öffentlich hingerichtet. Ein Teil der indianischen Bevölkerung Minnesotas war zu den verwandten Sioux-Stämmen nach Westen geflohen. Die US-Armee verfolgte die Flüchtigen und schickte Brigade-General Alfred Sully im August 1863 zu einer Strafexpedition mit etwa 700 Kavalleristen ins Dakota-Territorium.

## Das Gefecht
Am Morgen des 3. September 1863 führte Major Albert E. House, Bataillonskommandeur der 6. Iowa-Kavallerie, einen Erkundungstrupp, um die gesuchten Sioux zu finden. Am frühen Nachmittag entdeckten die Soldaten die Überreste einer kürzlichen Büffeljagd und danach ein Indianerlager mit etwa 300 bis 600 Tipis. Major House schickte Melder zu General Sully, um Verstärkung anzufordern. Inzwischen hatten die Indianer die weißen Truppen entdeckt, einige wollten fliehen, während andere sich auf den Kampf vorbereiteten. Eine aus Stammesältesten bestehende Delegation bot die Kapitulation einiger Häuptlinge an, doch Major House verlangte die totale Kapitulation sämtlicher Dorfbewohner. Damit waren die Verhandlungen gescheitert.
Gegen Sonnenuntergang erreichte Sully mit seiner Truppe das Indianerlager, in dem eine allgemeine Flucht einsetzte. Viele Sioux strömten in eine enge Schlucht, die sich ostwärts hinter dem Dorf öffnete. Sully befahl seinen Offizieren, das Dorf einzukreisen, um die Flucht zu verhindern. Es entbrannte ein heftiges Gefecht und Sully selbst ritt auf den Gipfel des Whitestone Hills, um das Gefecht zu leiten, doch die bald einbrechende Dunkelheit beendete die Schlacht. Am nächsten Morgen war das Schlachtfeld mit toten und verwundeten Indianern, Frauen, Kindern, Soldaten und Pferden übersät. Die Soldaten versorgten die Verwundeten und hoben Gräber für die Toten aus. Einige Abteilungen verfolgten fliehende Sioux, während andere die Wintervorräte der Indianer vernichteten. Tipis, Büffelhäute, Travois, Decken und wohl eine halbe Million Pfund Büffelfleisch wurden zu Haufen aufgeschichtet und verbrannt. Einige Feuer brannten auf den Gräbern der Soldaten, um den Bestattungsort unkenntlich zu machen. Armeeangehörige warfen Töpfe, Kessel, Waffen und andere versenkbare Dinge in einen nahen See.
Am 5. September traf ein Suchtrupp auf einige indianische Krieger und wurde in ein Gefecht verwickelt, bei dem zwei weitere Soldaten den Tod fanden. Sully ritt mit seiner Armee südwärts zum Missouri, um auf Schiffen zur Garnison zurückzukehren.

## Whitestone Hill heute
Der Ort der Schlacht ist heute ein Historic Site (Historischer Schauplatz) und wird mit Whitestone Battlefield State Historic Site bezeichnet. Er liegt etwa 30 km südlich der Stadt Kulm in North Dakota und umfasst einen Teil des Schlachtfeldes, ein kleines Museum und zwei Denkmäler: eines für die getöteten Indianer und ein zweites für die gefallenen Soldaten.